# The Web
 The Web és una pel·lícula estatunidenca dirigida per Michael Gordon, estrenada el 1947.

## Argument
Leopold Kroner, un empleat d'Empreses Colby, empresonat per malversació de fons, és posat en llibertat cinc anys després. Andrew Colby, al·legant amenaces per part de Kroner, contracta com a guardaespatlles a l'advocat Bob Regan, que té un embolic amb la secretària de Colby. Un dia, Kroner es presenta armat davant de Colby, i Regan el mata. Però a partir d'aquell moment, Regan, comença a sospitar que ha estat utilitzat.

## Repartiment
| Actor          | Paper           |
| -------------- | --------------- |
| Ella Raines    | Noel Faraday    |
| Edmond O'Brien | Bob Regan       |
| William Bendix | Tinent Damico   |
| Vincent Price  | Andrew Colby    |
| John Abbott    | Charles Murdock |